# FAZZT Race Team
FAZZT Race Team — бывшая канадская автогоночная организация, выставлявшая свои машины в серии IRL IndyCar.

## Название команды
Аббревиатура FAZZT произошла от фамилий трёх тогдашних владельцев команды: монреальской предпринимателя Андре Ацци, автогонщика Алекса Тальяни и бывшего совладельца команда Kelley Racing Джима Фройнберга (таким образом и сложилось слово: Freudenberg, Azzi, Tagliani).

## История команды
История команды начинается в 2008 году, когда Фройнберг и Джейсон Пристли создают организацию Rubicon Race Team. Первым стартом команды становиться Indy 500 того года. В качестве пилота был подписан Макс Папис. Также владельцы проекта договорились о технической поддержке с Sam Schmidt Motorsports.
Итальянец был недосточно быстр в первые два дня квалификации, а на разминке перед третьим разбил машину. К Bump Day машину восстановили, но проблемы с коробкой передач и недостаток скорости не позволили Папису пробиться на старт гонки.
В 2009 году проект отсутствовал на трассах как отдельная команда, но проект под именем Rubicon Sports Agency обеспечивал финансирование пилоту Алексу Тальяни.
28 августа 2009 проект был восстановлен как самостоятельный гоночный коллектив при поддержке Azzi Race Division и ATG. Новая организация обещала провести все гонки сезона-2010. Оборудование и шасси Dallara были выкуплено у другой бывшей команды IRL IndyCar — Roth Racing. В качестве пилота был подписан всё тот же Алекс Тальяни; менеджером команды стал экс-сотрудник Walker Racing Роб Эдвардс; операционным директором был назначен Джим Фройденбург, а гендиректором — Анде Ацци. Офис команды был расположен в Монреале.
Также было объявлено о создании программы подготовки молодых канадских пилотов и подписано несколько человек.
В июне 2010 года Фройнберг покинул проект. Его обязанности в команде были возложены на Эдвардса.
В итоге, в сезоне-2010 команда, при поддержке Bowers & Wilkins, выставляла машину № 77 на полный сезон для Алекса Тальяни. Канадец пять раз за сезон финишировал в Top10 и занял в итоговом зачёте 13-е место. Лучшая гонка была проведена в Indy 200 at Mid-Ohio, где Алекс финишировал 4-м и пролидировав наибольшее число кругов в гонке.
На Indy 500 была выставлена вторая машина. Управлять ей было доверено Бруно Жункейре. Бразилец неплохо выглядел на тренировках, но в гонке быстро сошёл. Тальяни в этом соревновании квалифицировался пятым и финишировал на десятой позиции.
Перед сезоном-2011 команда неожиданно прекратила своё существование. Вся материальная часть и контракт Тальяни были перекуплены коллективом Sam Schmidt Motorsports.